# Janine Jansen
Pour les articles homonymes, voir Jansen.
Répertoire
Musique de chambre
Janine Jansen, née le 7 janvier 1978 à Soest, est une violoniste néerlandaise.

## Biographie
Janine Jansen est issue d'une famille de musiciens d’origine juive. Son père, organiste, joue également de la harpe et du piano. Il est l'organiste de la cathédrale Saint-Martin d'Utrecht et investi du titre de chevalier dans l'ordre d'Orange-Nassau. Sa mère est chanteuse lyrique. Son frère David est harpiste et organiste. Son autre frère, Maarten, est violoncelliste. Enfin, leur oncle, Peter Kooy, est chanteur lyrique (basse).
Janine commence à étudier le violon à l'âge de six ans. Elle a, par la suite, étudié avec Coosje Wijzenbeek, Philippe Hirschhorn et Boris Belkin.

### Vie privée
Jansen a été la compagne du violoniste-altiste et chef d'orchestre Julian Rachlin. Elle est actuellement mariée au chef d'orchestre suédois Daniel Blendulf. Ils habitent tous deux à Utrecht, Pays-Bas.

## Carrière
Jansen fait ses débuts en public en 1997 avec le Concertgebouw d'Amsterdam, et est depuis devenue célèbre dans son pays, recevant en septembre 2003 le prix néerlandais de la musique par le Ministère de la Culture. Ses apparitions en 2006 au Waldbühne de  Berlin, avec l'Orchestre philharmonique devant 25 000 spectateurs et en 2008 au Walt Disney Concert Hall de Los Angeles où elle joue à guichets fermés ont étendu sa renommée de violoniste internationale. Elle est invitée par les plus grands orchestres.
En janvier 2018, elle interprète le Premier concerto pour violon de Max Bruch er la Première symphonie de Gustav Mahler sous la direction de Daniele Gatti.
En février 2018 avec Mischa Maisky, Martha Argerich et l'Orchestre symphonique de Londres, elle joue au Barbican conservatory, un parc faisant partie du Barbican Centre. En décembre 2018, elle se produit avec l'Orchestre royal du Concertgebouw dirigé par Valery Gergiev.
Avec son ex-compagnon, le violoniste Julian Rachlin, Jansen interprète de nombreux concerts de musique de chambre.
De 2002 à 2004, Janine Jansen collabore avec BBC Radio 3 en tant qu'artiste.
Passionnée par la musique de chambre, elle a, entre autres, enregistré les Inventions et les Partitas de Bach, et des œuvres de Britten et de Chostakovitch, et a créé le Festival international annuel de musique de chambre d’Utrecht.
Elle a joué successivement sur de nombreux stradivarius :
- le Barrere de 1727, mis à sa disposition par la Stradivari Society de Chicago en 2016[6] ;
- le Baron Deurbroucq de 1727, mis à sa disposition par la Beare's International Violin Society[7] ;
- le Rivaz, Baron Gutmann de 1707, mis à sa disposition pour une durée de 10 ans par la Banque Nationale Norvégienne par l'intermédiaire de sa filiale Dextra Musica[8] .

## Récompenses
- Septembre 2003 : Prix néerlandais de la musique délivré par le Ministère de la Culture.
- 2009 : Royal Philharmonic Society Instrumentalist Award[9].
- 2018 : Prix Johannes Vermeer délivré par Ingrid van Engelshoven Ministre néerlandaise de l'Éducation, de la Culture et de la Science pour ses prestations avec l'Orchestre royal du Concertgebouw entre 1997 et 2018[10].
- 2020 : Prix Herbert-von-Karajan.

## Discographie partielle
- Les Quatre Saisons de Vivaldi (2014). DECCA, ASIN : B0007ZIYM4. Une autre version a été gravée sur disque Blu-Ray audio (à utiliser comme un CD).
- Concerto pour violon (Tchaïkovski). DECCA, ASIN : B0040BF6WM.
- Brahms : Violin Concerto ; Bartók : Violin Concerto no 1. DECCA, ASIN : B0179N2R4M
- Bach : Inventions & Partita. DECCA, ASIN : B00QP28MR0.
- Bach Concertos. DECCA, ASIN : B00ENZUUO4.

## Vidéographie
- Les Quatre Saisons de Vivaldi sur You Tube
- Janine (2010). Deux disques. A-Film, ASIN : B00509W252. Documentaire. Également visible ici sur YouTube